# Acanthosaura murphyi
Acanthosaura murphyi (tiếng Việt: Nhông xanh cao nguyên hay Nhông Murphy) là một loài bò sát cỡ lớn thuộc họ Nhông đặc hữu ở Việt Nam. Loài nhông này được đặt theo tên Tiến sĩ Robert W. Murphy của Bảo tàng Hoàng gia Ontario và Đại học Toronto, Canada.
Phát hiện này là kết quả của sự hợp tác giữa Tổ chức Indo-Myanmar Conservation, Viện Sinh học Nhiệt đới, Viện Sinh thái và Tài nguyên Sinh vật, trường Đại học Phú Yên và Viện Động vật học thuộc Học Viện khoa học Nga.

## Sinh thái học
Loài này sống trong các khu rừng thường xanh ở độ cao từ 800 đến 2.200m đôi khi gặp ở độ cao thấp hay các khu rừng phục hồi vào đầu mùa mưa. Thức ăn chủ yếu là côn trùng. Loài này đẻ trứng dưới đất và phủ bằng các lớp thảm thực vật mục, giới tính con non hoàn toàn phụ thuộc vào nhiệt độ môi trường.

## Đặc điểm
Nó là một loài thằn lằn có màu ô liu, màu nâu đến xám đen với chiều dài cơ thể tính theo mút mõm đến lỗ huyệt là 10-13cm và chiều dài đuôi 16-20cm, nặng tới 100g.
Phần đầu hình tam giác ở góc nhìn lưng và bên dài 34.8mm, rộng 20.8mm. Mõm rất ngắn, nghiêng về phía trước.
Giống như các loài thằn lằn Agama khác, chúng có thể thay đổi màu sắc tùy theo tâm trạng hoặc nhu cầu.
Các cá thể của loài này ban đầu được cho là cá thể của rồng sừng núi (Acanthosaura capra).

## Phân bố
Loài đặc hữu chỉ có ở Việt Nam và mới được phát hiện năm 2018 ở khu vực rừng phục hồi, rừng ven suối, ven biển Phú Yên, Khu bảo tồn thiên nhiên Hòn Bà – Khánh Hòa, Vườn quốc gia Bidoup – Núi Bà tỉnh Lâm Đồng.